# Jamal-félsziget
A Jamal-félsziget (oroszul полуостров Ямал [poluosztrov Jamal]) 700 kilométer hosszan a Kara-tengerbe nyúló félsziget Északnyugat-Szibériában, a Jamali Nyenyecföldön. Nyugaton a Kara-tenger és a Bajdarata-öböl, keleten az Ob-öböl határolja. Őslakosai, a nyenyecek nyelvén Jamal jelentése „világvége” (azaz Világvége-félsziget).
Az Oroszországi Föderáción belül itt őrződött meg legjobban a nomád rénszarvastartás. A félszigeten több ezer nyenyec és hanti pásztor mintegy ötszázezer rénszarvast tart.
A félszigeten rengeteg vándormadár él.

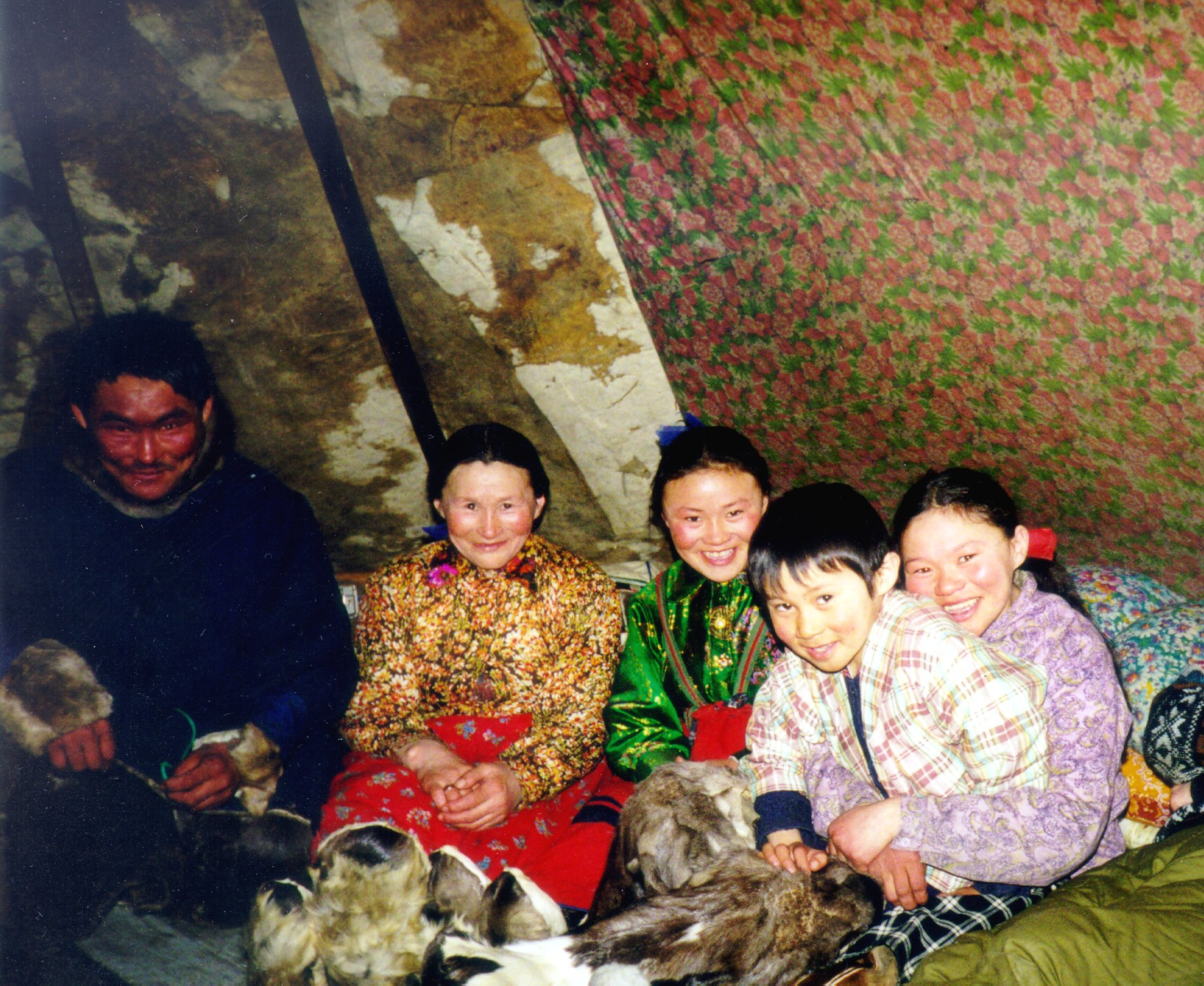
Nyenyec család

Jamal alatt húzódnak Oroszország legnagyobb földgázmezői. A Bovanyenkovói gázmező kitermelését az orosz Gazprom hivatalosan 2012. október 23-án kezdte meg, és ez veszélyezteti a térségben a nomád pásztorkodás fenntartását.
A félszigeten 2007 nyarán egy rénszarvaspásztor egy mamutborjú jól megőrződött tetemét találta meg. Az állat halálakor mintegy hat hónapos volt.

## Fordítás
- Ez a szócikk részben vagy egészben  a   Yamal Peninsula című angol Wikipédia-szócikk ezen változatának fordításán alapul.  Az eredeti cikk szerkesztőit annak laptörténete sorolja fel. Ez a jelzés csupán a megfogalmazás eredetét és a szerzői jogokat jelzi, nem szolgál a cikkben szereplő információk forrásmegjelöléseként.